# Harald S. Müller
Harald Siegfried Wilhelm Müller (* 16. Dezember 1951 in Osterburken) ist ein deutscher Bauingenieur und emeritierter Universitätsprofessor sowie Ehrenpräsident der International Federation for Structural Concrete (fib). Er ist als öffentlich bestellter und vereidigter Sachverständiger für die Gebiete Beton- und Mauerwerksbau, Baustoffe und Bauphysik tätig (IHK Karlsruhe).

## Biografie
Müller erwarb 1971 das Abitur am Nicolaus-Kistner-Gymnasium Mosbach. Er studierte anschließend Physik an der Universität Karlsruhe (TH), wechselte dann jedoch zum Studienfach Bauingenieurwesen und schloss sein Studium als Diplomingenieur mit der Note sehr gut ab. Von 1979 bis 1989 war er zunächst wissenschaftlicher Mitarbeiter, später Oberingenieur am Institut für Massivbau und Baustofftechnologie der Universität Karlsruhe. 1986 wurde er mit Auszeichnung zum Dr.-Ing. promoviert. Seine Dissertation befasste sich mit Modellen zur Prognose des Verformungsverhaltens (Kriechen) von Beton.
1989 wechselte Müller an die Bundesanstalt für Materialforschung und -prüfung (BAM) in Berlin und übernahm dort die Leitung der Fachgruppe Baustoffe. 1990 wurde er zum Direktor und Professor ernannt und war ab 1992 stellvertretender Leiter der Abteilung Bauwesen der BAM. Nachdem er zuvor einen Ruf an die TU Dresden abgelehnt hatte, wurde er 1995 als ordentlicher Professor an die Universität Karlsruhe berufen (später Karlsruher Institut für Technologie (KIT)). Dort leitete er bis zu seinem Eintritt in den Ruhestand im Jahr 2017 als Direktor das Institut für Massivbau und Baustofftechnologie und die angeschlossene Materialprüfungs- und Forschungsanstalt MPA Karlsruhe. Zudem war er von 2000 bis 2013 Studiendekan für das Bauingenieurwesen. Seit 2019 ist Müller als Professor in Qingdao, China tätig.
1998 gründete Müller gemeinsam mit Martin Günter ein Ingenieurbüro, das sich 2006 mit dem Büro Prof. Eibl + Partner zusammenschloss und seither unter dem Namen SMP Ingenieure im Bauwesen GmbH mit dem Hauptsitz in Karlsruhe und einer Zweigstelle in Dresden fungiert.
Müller ist in zweiter Ehe verheiratet, hat zwei Söhne aus erster Ehe und zwei Stiefsöhne. Er ist bei Lions Clubs International engagiert und bekleidete 2011/2012 und 2023/24 das Amt des Präsidenten des Lions Club Karlsruhe-Baden.

## Forschungsschwerpunkte
Schwerpunkte seiner Forschung waren insbesondere die Themenkomplexe Betontechnologie, Verformungs- und Versagensmechanismen sowie Bauwerkserhaltung/Lebenszyklusmanagement im Beton- und Mauerwerksbau. Durch ein verbessertes Verständnis der chemischen und physikalischen Prozesse auf der Mikroebene in Kombination mit dem Einsatz rheologischer und/oder numerischer Modelle gelang es ihm gemeinsam mit seinen Doktoranden, verschiedene Verformungs- und Schädigungsprozesse wirklichkeitsnah zu prognostizieren. Der Einsatz skalenübergreifender Methoden beschränkte sich nicht allein auf die Modellierung von korrosiven Prozessen. Durch eine mechanische Modellbildung auf Partikelebene konnten z. B. auch elektrophysikalische Wechselwirkungen zwischen den einzelnen Bestandteilen eines frischen Betons vorhergesagt werden. Dies eröffnete erstmals einen analytischen Zugang zu der bis dahin zumeist stark empirisch geprägten Betontechnologie.
International besonders bekannt sind seine Forschungsarbeiten zum Kriech- und Schwindverhalten von Beton. Die von ihm entwickelten Ingenieurmodelle sind in die fib Model Codes 1990, 2010 und 2020 eingeflossen und wurden von zahlreichen Staaten in ihre Betonnorm übernommen. Sie sind auch in der deutschen bzw. europäischen Betonbaunorm verankert. In den letzten Jahren vor seiner Emeritierung wandte sich Müller insbesondere auch der Nachhaltigkeitsforschung an Beton zu und leistete Beiträge zur Quantifizierung der Nachhaltigkeit auf der Baustoffebene. Er erhielt zahlreiche Auszeichnungen für Vorträge und Veröffentlichungen (Best Paper Awards).

## Mitgliedschaften
Müller ist Mitglied des American Concrete Institutes (ACI) und der International Federation for Structural Concrete (fib). 2015/2016 begleitete er das Amt des Präsidenten von fib. Er war Mitglied der Senatsausschüsse für Sonderforschungsbereiche der Deutschen Forschungsgemeinschaft und von 2012 bis 2020 gewählter Fachkollegiat für das Gebiet Baustoffwissenschaften, Bauchemie und Bauphysik. 2022 schied er als Mitglied des Vorstands des Deutschen Ausschusses für Stahlbeton aus.

## Auszeichnungen
- Ludwig-Lenz-Stiftung, Preis für hervorragende Studienleistungen, Universität Karlsruhe (TH), 1980[5]
- Ehrensenator-Huber-Preis, Forschungspreis, Universität Karlsruhe (TH), 1988[6]
- Karl-Friedrich-Nebenius-Medaille, Industrie- und Handelskammer Karlsruhe, 2017
- Ernennung zum Ehrenpräsident der International Federation for Structural Concrete (fib), 2017[7]
- Aufnahme in die Russische Akademie der Ingenieurwissenschaften, 2018
- Ernennung zum Distinguished Foreign Expert, Provinz Shandong (China), 2019
- Ernennung zum Ehrenmitglied des American Concrete Institute (ACI), 2020[1]

## Veröffentlichungen (Auswahl)
Müller veröffentlichte über 400 technisch-wissenschaftliche Publikationen. Hier eine Auswahl:
- mit F. Acosta, V. Kvitsel: Modelle zur Vorhersage des Schwindens und Kriechens von Beton. Teil 1: Analyse des Schwindmodells in DIN EN 1992-1-1:2011 und neuer Ansatz im Eurocode 2 prEN 1992-1-1:2020. Teil 2a: Kriechen – Grundlagen und Analyse des Kriechmodells in DIN EN 1992-1-1:2011. Teil 2b: Kriechen – Neuer Ansatz im Eurocode 2 prEN 1992-1-1:2021. In: Beton- und Stahlbeton 116 (2021), H. 1, S. 2–18; H. 9, S. 660–676 und H. 11, S. 806–820. https://doi.org/10.1002/best.202000082; https://doi.org/10.1002/best.202100050; https://doi.org/10.1002/best.202100084.
- mit M. Vogel: Lebensdauerbemessung im Betonbau – Vom Schädigungsprozess auf Bauteilebene zur Sicherheitsanalyse der Gesamtkonstruktion. In: Beton- und Stahlbetonbau, 106 (2011), Heft 6, S. 394–402.
- mit M. Günter, H. K. Hilsdorf: Instandsetzung historisch bedeutender Beton- und Stahlbetonbauwerke. In: Beton- und Stahlbetonbau, Band 95 (2000), Heft 3, S. 143 – 157 und Heft 6, S. 360–364.
- Zum Baustoff der Zukunft. In: Gebaute Visionen, 100 Jahre Deutscher Ausschuss für Stahlbeton (DAfStb). 1. Auflage, Beuth Verlag, 2007, S. 195–221.
- mit M. Haist: Concrete. In: Structural Concrete – Textbook on Behaviour, Design and Performance. fib Bulletin 51, International Federation for Structural Concrete (fib), Lausanne, 2009, S. 35–149.
- mit I. Anders, R. Breiner, M. Vogel: Concrete. Treatment of types and properties in MC 2010. In: Structural Concrete, Vol. 14 (2013), Nr. 4, S. 320–334.
- mit M. Haist, M. Vogel: Assessment of the sustainability potential of concrete and concrete structures considering their environmental impact, performance and lifetime. In: Construction and Building Materials, Vol. 67 Part C (2014), S. 321–337.
- mit U. Wiens: Beton. In: Beton-Kalender 2016: Beton im Hochbau; Silos und Behälter (Hrsg:K. Bergmeister, F. Fingerloos, J.-D. Wörner), 105. Jhrg., Verlag Ernst & Sohn, Berlin 2016, S. 1–168.